# The Stooges (álbum)
The Stooges es el álbum debut de la banda estadounidense The Stooges, lanzado en agosto de 1969 por Elektra Records. El disco alcanzó la posición número 106 en las listas musicales de Billboard y es considerado uno de los mejores álbumes de proto-punk, con un fuerte impacto, además, en el hard rock.
Desde el 2020, el álbum ocupa el puesto 488 de los 500 mejores álbumes de todos los tiempos, según la revista Rolling Stone.

## Grabación
Para su primer álbum, The Stooges tenían la intención de grabar cinco canciones: «I Wanna Be Your Dog», «No Fun», «1969», «Ann» y «We Will Fall». Todas ellas eran material en bruto, y básicamente eran la base de las actuaciones en vivo de la banda en aquellos días. La canción típica de The Stooges en el período consistía en unos dos minutos de composición seguidos de seis a ocho minutos de improvisación.
Pese a haber asumido que las cinco piezas cubrirían los requerimientos de duración para el álbum si se tocaban de la forma habitual, Elektra Records le comunicó a la banda que se necesitaría más material. En palabras del vocalista Iggy Pop:

Dijeron: «¡No hay suficientes canciones!», así que mentimos y respondimos: «Está bien, tenemos montones de canciones».

En realidad, tras la declaración de Pop a Elektra, el cuarteto tuvo que componer nuevo material; esa misma noche, la banda escribió tres nuevas canciones, «Real Cool Time», «Not Right» y «Little Doll», las cuales fueron interpretadas por primera vez en el estudio de grabación.
Una mezcla inicial del disco por el productor John Cale, aparentemente similar a la llamada «closet mix» del álbum homónimo de The Velvet Underground por parte de su excompañero de banda Lou Reed, fue rechazada por Elektra por ser considerada demasiado «artística». La mezcla final de The Stooges fue realizada por el presidente de Elektra, Jac Holzman. La versión del álbum mezclada por Cale vería la luz en 2010 en forma íntegra en la edición para coleccionistas de The Stooges.

## Recepción
En 2003, el álbum se posicionó en el número 185 de la lista «Los mejores 500 álbumes de todos los tiempos» de Rolling Stone, conservando la posición en la reedición de 2012. La misma revista ubicó a «1969» en el número 35 de su lista «Las 100 mejores canciones de guitarra de todos los tiempos». Sin embargo en la reedición de 2020, el álbum cayó al puesto 488.
Por su parte, en marzo de 2005, la revista Q posicionó a «I Wanna Be Your Dog» en el número 13 de su lista «Las 100 mejores canciones de guitarra».

## Lista de canciones
Todas las canciones escritas por The Stooges.
| Lado A |                       |          |  |
| N.º    | Título                | Duración |  |
| 1.     | «1969»                | 4:05     |  |
| 2.     | «I Wanna Be Your Dog» | 3:10     |  |
| 3.     | «We Will Fall»        | 10:15    |  |

| Lado B |                  |          |  |
| N.º    | Título           | Duración |  |
| 4.     | «No Fun»         | 5:15     |  |
| 5.     | «Real Cool Time» | 2:29     |  |
| 6.     | «Ann»            | 3:00     |  |
| 7.     | «Not Right»      | 2:49     |  |
| 8.     | «Little Doll»    | 3:21     |  |

## Créditos
| Banda The Stooges Iggy Pop – voz principal y coros , palmas Ron Asheton – guitarra eléctrica , palmas y coros Dave Alexander – bajo y palmas Scott Asheton – batería y palmas Invitados John Cale – viola en «We Will Fall», piano y cascabel en «I Wanna Be Your Dog» | - Supervisión de producción por Jac Holzman. - Mezclado por Jac Holzman. - Diseño por Robert L. Heimall. - Dirección de arte por William S. Harvey. - Fotografía por Joel Brodsky. |